# Mareau-aux-Bois
Mareau-aux-Bois település Franciaországban, Loiret megyében. Lakosainak száma 565 fő (2022. január 1.). Mareau-aux-Bois Escrennes, Attray, Chilleurs-aux-Bois, Courcy-aux-Loges, Laas, Santeau és Vrigny községekkel határos.

## Népesség
A település népességének változása:
| Lakosok száma | 325  | 377  | 434  | 555  | 597  | 588  | 576  | 562  | 559  | 565  |
|               | 1968 | 1982 | 1990 | 2006 | 2013 | 2015 | 2017 | 2019 | 2020 | 2022 |